# Зеленотропинское
Зеленотропинское (укр. Зеленотропинське) — село в Долматовской сельской общине Скадовского района Херсонской области Украины.
Почтовый индекс — 75652. Телефонный код — 5539. Код КОАТУУ — 6522383902.

## Население
Население по переписи 2001 года составляло 514 человек.

### Языковой состав
Родной язык населения по данным переписи 2001 года:
| Язык       | Численность, чел. | Доля     |
| ---------- | ----------------- | -------- |
| Украинский | 448               | 87,16 %  |
| Армянский  | 38                | 7,39 %   |
| Русский    | 18                | 3,50 %   |
| Молдавский | 7                 | 1,36 %   |
| Другое     | 3                 | 0,59 %   |
| Итого      | 514               | 100,00 % |

## Местный совет
75660, Херсонская обл., Голопристанский р-н, с. Нововладимировка, ул. Ленина